# Landsvägsgatan
Landsvägsgatan är en gata i stadsdelarna Haga och Kommendantsängen i Göteborg. Gatan sträcker sig drygt 400 meter mellan Södra Allégatan 1 och Linnégatan 32. Namnet Landsvägsgatan fastställdes 1849 och bekräftades 1852. Tillsammans med tio andra gator, tillhör Landsvägsgatan de allra äldsta i Haga, med sitt ursprung från 1798.
Gatan var tidigare en del av landsvägen söderut, mot Västra Frölunda socken och vidare. Den hette först Tullgatan (1762), Stora Tullgatan (1764), Tullportsgatan (1765), efter det tullhus med fällbom som uppfördes vid nuvarande Järntorgets möte med Landsvägsgatan, men även Stora gatan (1767) och Stora Slottsskogsvägen (1786). Orsaken var att bönderna inte skulle få sälja sina varor i Haga och Masthugget utan att betala landtull. Tullbommen flyttades på 1830-talet till Hästbacken, alltså Kungsgatans sydvästra ände vid gamla bastionen Carolus Rex. 